# 3. Międzynarodowy Festiwal Filmowy w Wenecji
3. Międzynarodowy Festiwal Filmowy w Wenecji odbył się w dniach 10 sierpnia – 1 września 1935 roku. W czasie festiwalu po raz pierwszy przyznano Puchary Volpiego za najlepsze role aktorskie.
Jury pod przewodnictwem założyciela imprezy Giuseppe Volpiego przyznało nagrodę główną festiwalu, Puchar Mussoliniego za najlepszy film zagraniczny, amerykańskiemu obrazowi Anna Karenina w reżyserii Clarence'a Browna. Za najlepszy film włoski uznano Czarujące oczy w reżyserii Carmine Gallone.